# Late Night with Seth Meyers
Late Night with Seth Meyers é um late-night talk show e um programa de variedades americano que vai ao ar na NBC desde 1982. Quatro homens já apresentaram o Late Night: David Letterman (1982-1993), Conan O'Brien (1993-2009), Jimmy Fallon (2009-2014) e Seth Meyers (2014-presente). Cada uma das versões do programa apresentado por eles foi feita em torno de si, e manteve identidades distintas ao lado do título. O apresentador que por mais tempo ficou no programa foi Conan O'Brien, que apresentou o Late Night with Conan O'Brien por 16 anos, de setembro de 1993 até fevereiro de 2009.

## Histórico de apresentação
| Apresentador    | Data de início          | Data final              | Episódios |
| --------------- | ----------------------- | ----------------------- | --------- |
| David Letterman | 1 de fevereiro de 1982  | 25 de junho de 1993     | 1.819     |
| Conan O'Brien   | 13 de setembro de 1993  | 20 de fevereiro de 2009 | 2.725     |
| Jimmy Fallon    | 2 de março de 2009      | 7 de fevereiro de 2014  | 969       |
| Seth Meyers     | 24 de fevereiro de 2014 | —                       | 405       |

## História

### David Letterman
O programa substituiu o The Tomorrow Show, apresentado por Tom Synder (e posteriormente apresentado juntamente com Rona Barrett) entre segundas e quintas-feiras. O programa não ganha sua exibição às sextas até 1987, quando o Friday Night Videos trocou de horário em uma hora para acomodar um Late Night de cinco dias por semana.
O Late Night foi originado do NBC Studio 6A no RCA (posteriormente GE) Building no 30 Rockefeller Plaza na cidade de Nova Iorque. O programa era originalmente exibido por quatro dias na semana, de sua estreia em fevereiro de 1982 até maio de 1987. Os programas às sextas-feiras foram adicionados em junho de 1987 (a NBC anteriormente exibiu o Friday Night Videos no horário da 0:30 com reprises e especiais do Late Night ocasionalmente). Começando em setembro de 1991, o The Tonight Show Starring Johnny Carson mudou de horário das 23:30 de volta para as 23:35, com o programa de Letterman começando às 0:35, por um pedido das afiliadas da NBC que pediram mais tempo de intervalo comercial para aumentar o lucro de seus telejornais noturnos.
Na metade de 1993, o canal E! Entertainment Television comprou os direitos de transmissão do Late Night. A rede levou ao ar programas completos de vários anos cinco dias por semana de 1993 até 1996. E então o Trio (pertencente a NBC) adquiriu as reprises e as exibiu de 2002 até 2005, quando o canal saiu do ar.